# Bachir Boukadoum
 (novembre 2016).
Bachir Boukadoum est un militant nationaliste algérien, né en 1919 à El Harrouch (Algérie) et mort tué par l'armée française le 22 novembre 1955 à Sidi Mezghiche dans le Nord-Constantinois.

## Biographie

### Naissance, enfance et études
Né à El Harrouch en 1919, orphelin de son père à l'âge de trois ans, Bachir Boukadoum est issu d'une famille de la petite bourgeoisie paysanne. Il a fait ses premières classes dans sa ville natale et obtint le certificat d'étude primaire. Il poursuivit son instruction à Constantine au lycée d'Aumale (devenu Lycée Réda Houhou après 1962).

### Vie militante
Membre du PPA, puis du MTLD, il participa dans l'organisation des manifestations du 8 mai 1945 à Skikda (ex. Philippeville). Il fut responsable de l'Organisation spéciale (OS) à Philippeville. Élu premier adjoint au maire sous la bannière MTLD en 1953, il fut aussi président de la Fédération de boxe et d'athlétisme et gestionnaire comptable des transports routiers "L'Algérienne".
Il rejoignit le maquis le 1er novembre 1954.  Il participa, sous le commandement de Youcef Zighoud et en compagnie de Ali Kafi, Bentobal, Salah Boubnider (dit « Saout El-Arab »), Mostefa Benaouda dit Ammar, Messaoud Boudjeriou, Ammar Chetaïbi, Abdelmadjid Kahl Ras, Mohamed Rouai, Tahar Bouderbala dit Ahcène El Annabi, Cherif Zadi, Amor Talaa, Cheikh Boulares Bouchriha, Messaoud Bouali, Tahar Sellahi, Mohamed Salah de Smendou et Abdeslem Bakhouche,Yahyaoui Mohamed dit Ben Merzouk et quelques autres, à la préparation de l'offensive du 20 août 1955.

### Sa mort
En préparant l'une des plus importantes réunions qui devait avoir lieu à Sidi Mezghiche et qui devait regrouper toutes les wilayas en vue d'une réorganisation de celles-ci, il tomba mort, de retour de la forêt de Boudjedaâ, dans un accrochage avec les éléments de l'armée française qui a eu lieu dans un gourbi dans le lieu-dit El Hamri à Sidi Mezighiche.[réf. nécessaire]